# بن ويشا
بن وشو (بالإنجليزية: Ben Whishaw)‏ مواليد 14 أكتوبر 1980 في بيدفوردشير، إنجلترا، المملكة المتحدة، هو ممثل إنجليزي بدأ مسيرته الفنية عام 1999. درس في الأكاديمية الملكية للفنون المسرحية.

## المسيرة الفنية
ولد الممثل الإنجليزي بن ويشاو في 14 أكتوبر لعام 1980 بمدينة بيدفورشاير لأب يعمل في مجال تكنولوجيا المعلومات وأم تعمل في مجال مستحضرات التجميل.
أحب ويشاو الفن والتمثيل من صغره مما دفعه للالتحاق بالأكاديمية الملكية لفنون الدراما والتخرج منها عام 2003، ولم تمنعه الدراسة من المشاركة في الأعمال السينمائية والفنية، فنال ويشاو أول أدواره عام 1999 في فيلم The Trench.
واستمر ويشاو في تقديم الأدوار الصغيرة في السينما والتلفزيون وكذلك المشاركة في أفلام قصيرة حتى عام 2004 عندما شارك في دور رئيسي في فيلم Layer Cake بجوار النجم الإنجليزي دانيل كريج، وفي عام 2006 برع ويشاو في تقديمه لدور جين بابتيستا جرينولي في فيلم Perfume: The Story of a Murderer، وفي عام 2011 شارك ويشاو في بطولة المسلسل التلفزيوني The Hour والذي قدم منه موسمين كما شارك في آخر أفلام جيمس بوند Skyfall في دور كيو عام 2012.

## الأعمال

### أفلام
- طبقة كعكة (فيلم 2004)
- عطر: قصة قاتل (فيلم)
- الدولي (فيلم)
- سكايفول
- سحابة الأطلس (فيلم 2012)
- بادينغتون (فيلم 2014)

## روابط خارجية
- بن ويشا على موقع IMDb (الإنجليزية)
- بن ويشا على موقع روتن توميتوز (الإنجليزية)
- بن ويشا على موقع مونزينجر (الألمانية)
- بن ويشا على موقع قاعدة بيانات الأفلام العربية
- بن ويشا على موقع ألو سيني (الفرنسية)
- بن ويشا على موقع ميوزك برينز (الإنجليزية)
- بن ويشا على موقع تيرنر كلاسيك موفيز (الإنجليزية)
- بن ويشا على موقع أول موفي (الإنجليزية)
- بن ويشا على موقع بوكس أوفيس موجو (الإنجليزية)
- بن ويشا على موقع قاعدة بيانات برودواي على الإنترنت (الإنجليزية)